# Vliegenlamp
Een vliegenlamp of insectenlamp is een apparaat om vliegen, muggen en andere vliegende insecten mee te bestrijden. Een blauw-paarse lamp, die veel ultraviolet licht uitstraalt, trekt de beesten uit de doelgroep aan. Om de lamp is een metalen netwerk bevestigd waarop hoogspanning wordt gezet. Vliegen die tussen de draden van dit netwerk door bewegen worden geëlektrocuteerd. Een bakje vangt de gedode dieren op.
Vliegenlampen worden veel gebruikt in ruimten waar bederfelijke waar wordt opgeslagen of verwerkt, zoals keukens, slagerijen, snackbars en restaurants. Een vliegenlamp werkt vrijwel altijd op het lichtnet, omdat het geheel relatief vrij veel energie gebruikt. De buitenkant van de lamp is voorzien van een spanningsvrij rooster, zodat het apparaat veilig kan worden aangeraakt. 